# 米爾巴赫河 (基姆湖，羅森海姆縣)
47°50′14″N 12°22′24″E / 47.83720°N 12.37345°E

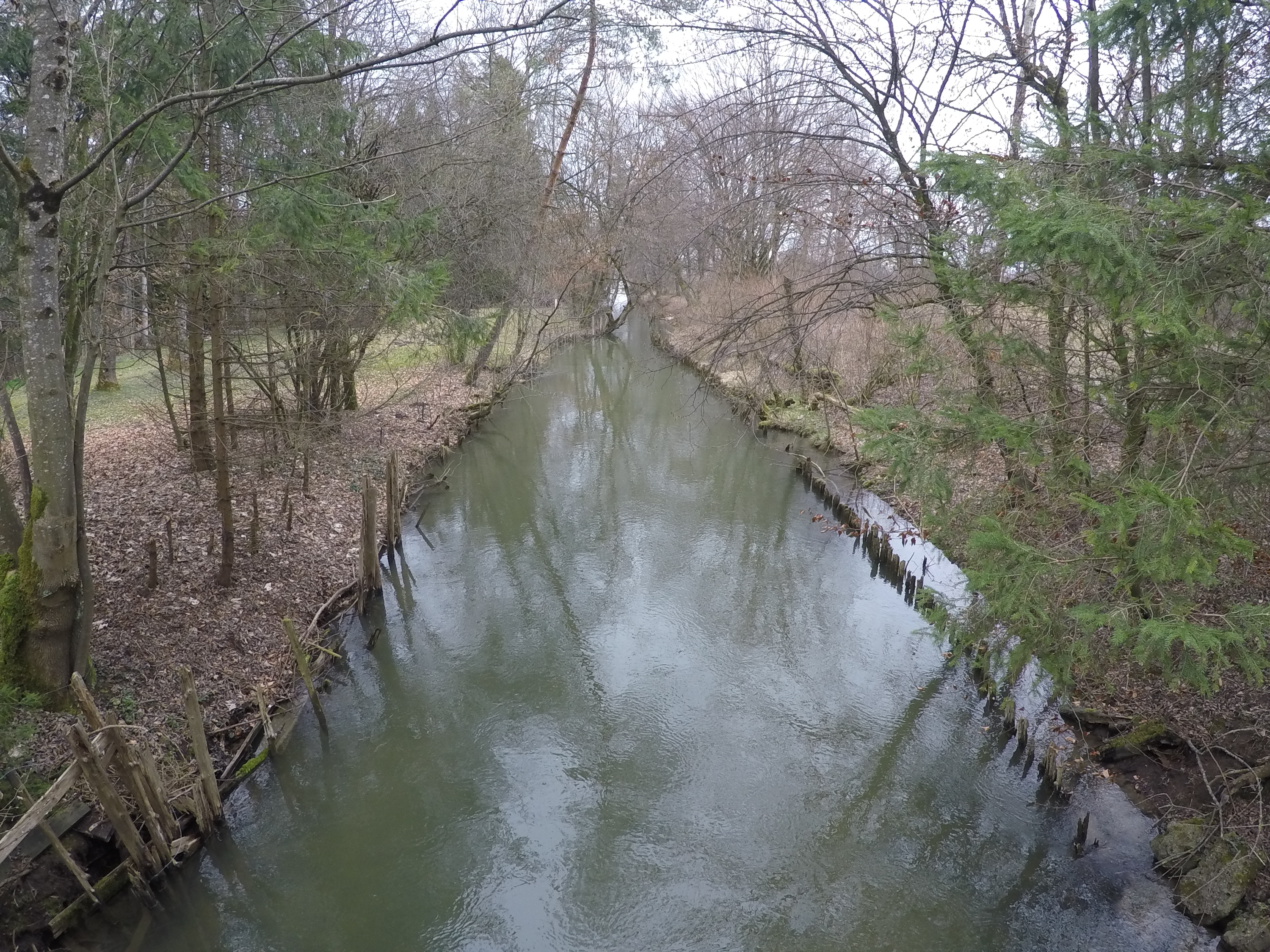

米爾巴赫河是德國的河流，位於該國東南部，由巴伐利亞負責管轄，屬於阿爾茨河的支流，河道全長4.3公里，最終注入基姆湖，流經羅森海姆縣。